# Loxodon macrorhinus
Loxodon macrorhinus, vrsta malenih morkih pasa iz porodice Carcharhinidae. Žive od crvenog mora i istočne Afrike do Indonezije,  sjeverno do japana, i na jug do Australije.
Narastu maksimalno 98 centimetara. Vole morska dna gdje se hrane manjim ribama, škampima i sipama. Ženka jednom godišnje okoti dva do četiri mlada. Lokalni ribari love ih i zbog prehrane (meso i peraje), pa je poznat pod brojnim vernakularnim nazivima, a FAO nazivi za njega su Tiburón ojuelo, قرش ذو عيون مُغولية, Requin sagrin, Sliteye shark, 弯齿鲨.
Jedina je vrsta u svom rodu.
- Loxodon macrorhinus

## Vanjske poveznice
|  | Zajednički poslužitelj ima još gradiva o temi Loxodon macrorhinus |
|  | Wikivrste imaju podatke o taksonu Loxodon macrorhinus             |